# Hanuman (bande originale)
Pour les articles homonymes, voir Hanuman (homonymie).
Hanuman est la bande originale du film homonyme réalisé par Frédéric Fougea, composée par Laurent Ferlet et orchestrée par Stéphane Delplace, sortie en 1998. 

## Les titres
Les vingt-sept pistes de cet album sont :
| 1.    | Awakening in the Monkey Kingdom |                            | 6:39 |
| 2.    | Hanu's Destiny                  |                            | 0:34 |
| 3.    | Childhood Memories              |                            | 1:24 |
| 4.    | Long Tooth's Quest              |                            | 2:40 |
| 5.    | Jeela and the Tika              |                            | 1:35 |
| 6.    | Munchies                        |                            | 1:28 |
| 7.    | Vijayanagar                     |                            | 1:24 |
| 8.    | Moon Face                       |                            | 3:28 |
| 9.    | The World of Hanuman            |                            | 0:53 |
| 10.   | Hanu's Exclusion                |                            | 0:42 |
| 11.   | New World                       |                            | 1:44 |
| 12.   | Anja's Theme                    | Kakoli Sengupta            | 2:55 |
| 13.   | Underground Spirits             |                            | 2:22 |
| 14.   | Hanu is Drunk                   |                            | 0:43 |
| 15.   | Jeela's Tree                    |                            | 0:47 |
| 16.   | Broken Heart                    |                            | 1:37 |
| 17.   | The Hunt                        |                            | 2:34 |
| 18.   | Kishkinda                       |                            | 1:32 |
| 19.   | Sanctuary                       |                            | 2:58 |
| 20.   | Green Monkey                    |                            | 2:46 |
| 21.   | Funerals For a Monkey           |                            | 1:04 |
| 22.   | Tension Roberto                 |                            | 0:43 |
| 23.   | War In The Monkey Kingdom       |                            | 4:46 |
| 24.   | Free Jeela                      |                            | 0:48 |
| 25.   | Funerals For a Holy Man         |                            | 1:57 |
| 26.   | Sacred Ashes                    | Kakoli Sengupta            | 1:00 |
| 27.   | Dancing Memories                | Frederika, Kakoli Sengupta | 3:50 |
| 55:33 |                                 |                            |      |

Dancing Memories et Moon Face ont également été édités en single en 1998 sous les labels Gaumont, Sony Music Entertainment et Sony Classical aux éditions La Marguerite.

## Crédits

### Les musiciens
- Hariprasad Chaurasia (flûtes bansuri)
- Alain Kremski (bois tibétains, gong birman, crotales)
- Joël Grare (gong, tambour d'eau, sanza, rhombe)
- Axel Lecourt (cascas, conque, water sanza, flûte, metaux)
- Jean-Philippe Winter (sitar)
- Henri Tournier (flûtes basses, flûtes octobasses, flûtes bansuri)
- Nedim Nalbantoglu (violon solo)
- Lourdes-Prebou Edouard (tablas, dholak, ghatam)
- Frederika (voix)
- Kakoli Sengupta (voix)
- Jean-François Sicard
- Xavier Desandre-Navarre (percussions)

Avec l'Orchestre Symphonique de Bulgarie (Sif 309), et le chœur de Sofia Radio

### Enregistrement
- Orchestration : Stéphane Delplace
- Chœur : Sofia Radio
- Mixage : Didier Lizé